# Miami RedHawks football
La squadra di football dei Miami Redhawks rappresenta l'Università di Miami in Ohio. I Redhawks competono nella Football Bowl Subdivision (FBS) della National Collegiate Athletics Association (NCAA) e nella Mid-American Conference (MAC). La squadra è allenata dal 2014 da Chuck Martin e disputa le sue partite interne allo Yager Stadium di Oxford, Ohio. Le sue rivalità principali sono con i Cincinnati Bearcats, gli Ohio Bobcats e i Ball State Cardinals. Miami detiene la distinzione di essere la squadra di maggior successo della MAC, con oltre 700 vittorie.

## Titoli di conference
| Anno  | Conference               | Allenatore       | Record | Record conf. |
| ----- | ------------------------ | ---------------- | ------ | ------------ |
| 1916  | Ohio Athletic Conference | George Little    | 7–0–1  | 6–0–1        |
| 1917  | Ohio Athletic Conference | George Rider     | 6–0–2  | 5–0–1        |
| 1918  | Ohio Athletic Conference | George Rider     | 5–0–1  | 4–0–1        |
| 1921  | Ohio Athletic Conference | George Little    | 8–0    | 7–0          |
| 1932  | Buckeye Conference       | Frank Wilton     | 7–1    | –            |
| 1933† | Buckeye Conference       | Frank Wilton     | 7–2    | –            |
| 1936† | Buckeye Conference       | Frank Wilton     | 7–1–1  | –            |
| 1948  | Mid-American Conference  | George Blackburn | 7–1–1  | 4–0          |
| 1950  | Mid-American Conference  | Woody Hayes      | 9–1    | 4–0          |
| 1954  | Mid-American Conference  | Ara Parseghian   | 8–1    | 4–0          |
| 1955  | Mid-American Conference  | Ara Parseghian   | 9–0    | 5–0          |
| 1957  | Mid-American Conference  | John Pont        | 6–3    | 5–0          |
| 1958  | Mid-American Conference  | John Pont        | 6–3    | 5–0          |
| 1965† | Mid-American Conference  | Bo Schembechler  | 7–3    | 5–1          |
| 1966† | Mid-American Conference  | Bo Schembechler  | 9–1    | 5–1          |
| 1973  | Mid-American Conference  | Bill Mallory     | 11–0   | 5–0          |
| 1974  | Mid-American Conference  | Dick Crum        | 10–0–1 | 5–0          |
| 1975  | Mid-American Conference  | Dick Crum        | 11–1   | 6–0          |
| 1977  | Mid-American Conference  | Dick Crum        | 10–1   | 5–0          |
| 1986  | Mid-American Conference  | Tim Rose         | 8–4    | 6–2          |
| 2003  | Mid-American Conference  | Terry Hoeppner   | 13–1   | 8–0          |
| 2010  | Mid-American Conference  | Michael Haywood  | 10–4   | 7–1          |
| 2019  | Mid-American Conference  | Chuck Martin     | 8–5    | 6–2          |
| 2023  | Mid-American Conference  | Chuck Martin     | 11-2   | 7-2          |

## Membri della College Football Hall of Fame
| Anno            | Ruolo | Anni            | Intr. | Note  |
| --------------- | ----- | --------------- | ----- | ----- |
| Earl Blaik      | End   | 1915–1917       | 1964  | [ 1 ] |
| George Little   | Coach | 1916, 1919–1921 | 1955  | [ 2 ] |
| Sid Gillman     | Coach | 1944–1947       | 1989  | [ 3 ] |
| Carm Cozza      | QB    | 1949–1951       | 2002  | [ 4 ] |
| Woody Hayes     | Coach | 1949–1950       | 1983  | [ 5 ] |
| Ara Parseghian  | Coach | 1951–1955       | 1980  | [ 6 ] |
| Bo Schembechler | Coach | 1963–1968       | 1993  | [ 7 ] |
| Bob Babich      | LB    | 1966–1968       | 1994  | [ 8 ] |

## Membri della Pro Football Hall of Fame
| Anno        | Ruolo | Anni      | Intr. | Note   |
| ----------- | ----- | --------- | ----- | ------ |
| Paul Brown  | Coach | 1946–1975 | 1967  | [ 9 ]  |
| Weeb Ewbank | Coach | 1954–1973 | 1978  | [ 10 ] |
| Sid Gillman | Coach | 1955–1981 | 1983  | [ 11 ] |

## Numeri ritirati
| N. | Giocatore          | Ruolo | Anni    | Rit. | Note                 |
| -- | ------------------ | ----- | ------- | ---- | -------------------- |
| 7  | Ben Roethlisberger | QB    | 2000–03 | 2007 | [ 12 ] [ 13 ]        |
| 40 | Bob Hitchens       | RB    | 1971–73 |      | [ 12 ] [ 13 ] [ 14 ] |
| 42 | John Pont          | HB    | 1949–51 |      | [ 12 ] [ 13 ]        |

## Altri membri degni nota
- Jerry Angelo
- Brandon Brooks
- Rob Carpenter
- Carm Cozza
- Tom Crabtree
- Paul Dietzel
- Gary Gussman
- John Harbaugh
- Terry Hoeppner
- Stu Holcomb
- Bill Mallory
- Joe Novak
- Dean Pees
- Sean Payton

- Brian Pillman
- Travis Prentice
- Dan Raudabaugh
- George Rider
- Ryne Robinson
- Sean McVay
- Sherman Smith
- Milt Stegall
- George Swarn
- Edwin Sweetland
- Leigh C. Turner
- Randy Walker
- Nobby Wirkowski
- Ron Zook